# Gargara soeroelangoena
Gargara soeroelangoena är en insektsart som beskrevs av Bierman. Gargara soeroelangoena ingår i släktet Gargara och familjen hornstritar. Inga underarter finns listade i Catalogue of Life.